# Byron Cherry

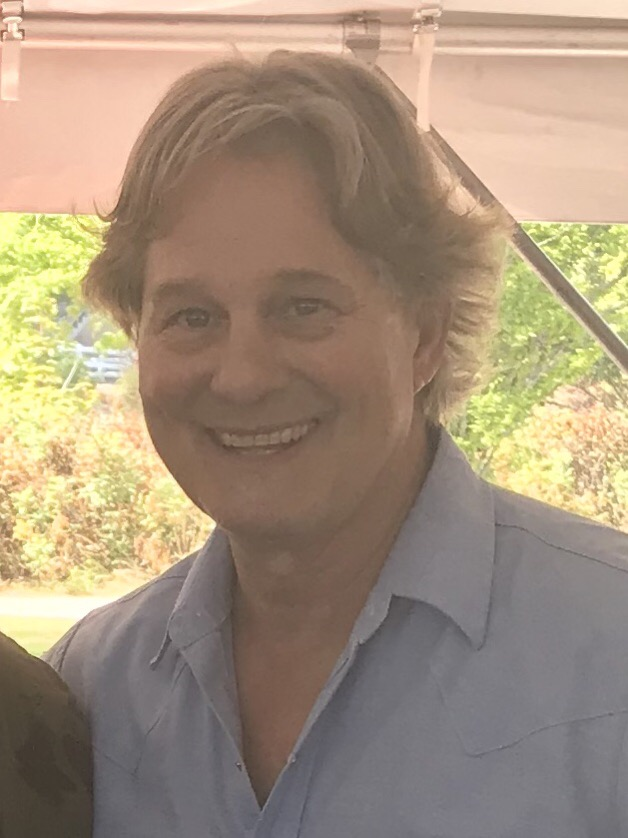
Byron Cherry, MotorJam 2019, Ocean Beach Park

Byron Wight Cherry (* 17. April 1955 in Atlanta, Georgia) ist ein US-amerikanischer Schauspieler, der als Coy Duke in der Fernsehserie Ein Duke kommt selten allein bekannt wurde.

## Leben
Cherry wuchs in Atlanta auf und besuchte die North Side High School; heute Teil der North Atlanta High School. Nach seinem Schulabschluss erhielt er ein Stipendium für die East Tennessee State University, an der er zusammen mit seinem älteren Bruder Nat College Football als Running Back spielte. Zu dieser Zeit erwarb er auch den Schwarzen Gürtel in Karate.
Nach seiner Football-Karriere studierte Cherry Schauspiel an der Filmschule der Georgia State University.
Seit dem 21. April 1995 ist er mit Krista Laurie McLeod verheiratet; das Paar hat zwei Kinder. Sein erstgeborener Sohn aus einer früheren Beziehung starb im Alter von 20 Jahren bei einem Autounfall.
Cherry, der mit seiner Frau in Kalifornien lebt, war ein Sprecher der American Cancer Society (ACS).

## Karriere
Während seiner Schauspielausbildung wurde er durch eine Casting-Agentin entdeckt, die einen Darsteller für einen Fernseh-Werbespot suchte. Nach dem College arbeitete er zunächst als Flugbegleiter für die Fluggesellschaft Eastern Air Lines. Nach einem Vorsprechen für die Fernsehserie Ein Duke kommt selten allein erhielt er ab Mai 1982 die Hauptrolle des Coy Duke, die er in 19 Folgen der fünften Staffel der Serie an der Seite von Christopher Mayer als Vance Duke verkörperte.
Aufgrund rückläufiger Einschaltquoten kehrten die Originalschauspieler von Ein Duke kommt selten allein, John Schneider und Tom Wopat, zurück und Cherry und Mayer wurde zum Ende der Staffel aus der Serie geschrieben. In der Zeichentrick-Adapation der Serie, The Dukes, waren beide in Sprechrollen zu hören und blieben über das Serienende hinaus bis zum Tode Mayers im Jahr 2011 eng befreundet.
Ein Dreijahresvertrag mit Warner Bros. verschaffte Cherry Rollen in weiteren Fernsehsendungen; zudem war er in Werbespots zu sehen und hatte Gastauftritte in Spiel- und Talkshows wie Battle of the Network Stars XIII im Jahr 1982.
2005 nahm er bei dem Format The Gender Bowl teil, bei dem eine professionelle Frauen-Football-Mannschaft gegen eine Männerauswahl spielte; zu dieser Zeit betrieb er auch eine Bar in Ventura. 2016 wirkte er als Koproduzent bei dem Film Dead End mit sowie im Jahr 2023 als Produzent und Regisseur in den Filmen Midnight Massacre und Disappearance.
Cherry tritt regelmäßig mit einem Nachbau des General Lee Dodge Charger aus Ein Duke kommt selten allein auf Fantreffen, Autoshows und Wohltätigkeitsveranstaltungen auf.
Im deutschen Sprachraum wurde Byron Cherry unter anderem von Jochen Schröder und   Michael Tanneberger synchronisiert.

## Filmografie (Auswahl)

### Filme
- 1985: Mission Kill
- 1990: Blood Salvage
- 2019: Christmas Cars
- 2020: Go Fishin’
- 2020: Stand on It!
- 2021: Poker Run
- 2021: Salvage Yard Shine Boys
- 2023: Midnight Massacre
- 2023: Disappearance (Kurzfilm)

### Fernsehserien
- 1982–1983: Ein Duke kommt selten allein
- 1983: The Dukes (Sprechrolle)
- 1984: Mord ist ihr Hobby
- 1987: Vietnam War Story
- 1989: In der Hitze der Nacht
- 2017: Burning Rubber
- 2018: 3rd Eye

### Sonstiges
- 1985: The Fix
- 2005: The Gender Bowl